# 青山学院大学硬式野球部
青山学院大学硬式野球部（あおやまがくいんだいがくこうしきやきゅうぶ、英: Aoyama Gakuin University Baseball Club）は、東都大学野球連盟に所属する大学野球チーム。青山学院大学の学生によって構成されている。

## 創部
1883年（明治16年）、東京英和学校（青山学院の前身）にて、教師のブラックレージと旧制第一高等中学校（当時の通称は一中。1894年から一高）から転校した福島武二が中心となって野球部が創設される。当時は一高のほか駒場農学校や工部大学校、高等商業学校、旧制学習院高等科、私学では明治学院や立教、慶應義塾などが野球部の活動を始動、組織化していた。
1890年代後半、普通部ないし予備学部に在籍していた橋戸信は、当時国内最強を誇った一高野球部と対戦し2度破っている。1901年（明治34年）に東京専門学校（翌年早稲田大学に改称）に入学すると、当時新興の同大学野球部の2代目主将（事実上初代）に就いた。

## 歴史
1925年（大正14年）、東京新十大学野球連盟に加盟するが自然消滅した。
1951年（昭和26年）春、東都大学野球連盟に加盟。同1951年春の3部リーグ戦で優勝し、入替戦で東洋大を下し秋に2部昇格。翌翌1953年（昭和28年）秋季2部リーグ戦で初優勝。そこから1972年（昭和47年）春の初の1部昇格まで2部リーグで8度優勝しつつも入替戦で跳ね返される時代が続いた。1958年（昭和33年）春季2部リーグ戦後に不祥事により出場停止処分を受け、同年秋に3部に降格した。しかし同年秋の3部リーグ戦で優勝後、入替戦で東洋大を下し翌1959年（昭和34年）春に1季で2部に昇格したが、この1季を除いて主に2部リーグ戦を主戦場にする時代が続いた。翌1960年（昭和35年）、元プロ野球選手の近藤正雄（在任: 1960年 - 1987年春。和歌山商業高校OB）が監督就任。
大田垣耕造が主戦として投げていた1969年（昭和44年）秋・1971年（昭和46年）秋と入替戦でいずれも東洋大に敗れ1部昇格ならず。翌1972年（昭和47年）春、9回目の2部優勝にして入替戦で芝浦工大を下し、念願の1部に初昇格を果たす。しかし、そこからは1部と2部を往復する時期が続いた。
駒澤大と中央大が覇を競うなか、昇格後の同1972年秋のリーグ戦は最下位。翌1973年（昭和48年）、選抜甲子園に出場した2年生エース金沢真哉、同年春の首位打者の1年河原井正雄（のち青学監督）らを擁し、春5位・秋4位。翌1974年（昭和49年）春、一転最下位となり、入替戦で3年大屋好正と2年吉武正成両投手擁する専修大に敗れ2部降格。1979年（昭和54年）春、3年生エース吉田幸夫、藤倉一雅（現:藤倉多祐）や長打の入内島保ら4年生の活躍で2年山沖之彦投手擁する専大を下し1部昇格。1981年（昭和56年）春、2年長冨浩志投手擁する国士舘大に敗れ2部降格と続いた。
1984年（昭和59年）春、小川博と3年斉藤学両投手、同1984年秋の首位打者の陳光栄（現:新家光栄）らの活躍により入替戦で中大を下し1部に昇格。同1984年秋と翌1985年（昭和60年）春、河野博文投手の駒大、北島広行投手の東洋大、阿波野秀幸投手の亜細亜大といった3強を形成していた一群に割って入る形で1部リーグ戦を2季連続2位で折り返した。その後は内山正博投手（通算3勝8敗）や南渕時高らの投打（共に1988年卒）を上級生に4季連続5位とBクラスに沈みながらも1部リーグに定着。このことが青学野球部の知名度向上に大きく貢献。1986年入学の吉田直喜投手（通算21勝16敗）や松山秀明、1987年入学の奈良原浩はじめ甲子園出場経験者らが積極的に入部してくるようになり、特に松山から始まるPL学園とのパイプが大きな効果を上げる。
1987年（昭和62年）、27年間チームを率いてきた近藤正雄監督に代わりOBの河原井正雄（1977年卒）が監督就任。翌1988年（昭和63年）秋、吉田投手や松山ら3年生、共に首位打者となった奈良原や松井稔也ら2年生の打撃陣を擁して、同年春に完全優勝した4年野村謙二郎らの駒大を振りきり初の1部リーグ優勝を果たす。続く第19回明治神宮野球大会は開催中止。翌1989年（平成元年）秋、最上級生となった吉田投手が不調のなか同4年佐々木敏麿（通算14勝13敗）や2年岩崎充宏（通算13勝7敗、1992年卒）の投手陣、4年松山や善波厚司（のち青学監督）ら打撃陣の活躍で2度目の優勝。続く第20回明治神宮野球大会は初戦2回戦で九州国際大に0-3で敗退。翌1990年（平成2年）は4年小池秀郎投手擁する亜大が春秋連覇したのをはじめ、以降、青学も岩崎充宏や木村龍治（通算21勝11敗、93年卒）らの投手陣を擁して、3年和田孝志投手らの東洋（91春）、若田部健一投手や河原純一投手らの駒大（1991秋・1992春・1993秋・1994春）、4年門奈哲寛投手の日大（92秋）に優勝をさらわれ後塵を拝していたものの、1990年代半ば前半から、駒大や東洋大などを尻目に亜大とリーグの覇のみならず、全国大会優勝の覇を競った。
1993年（平成5年）、主将小久保裕紀、副将清原幸治、高山健一、木下郁、松元純也・原浩高ら共に首位打者となった4年生の打撃陣、4年白鳥隆志・3年中川隆治（通算19勝6敗）らの投手陣、2年坪井智哉、1年井口資仁（本名:井口忠仁）らを擁し、春季リーグ戦を制し3度目の優勝。続く第42回全日本大学野球選手権大会に初出場にして準決勝で大塚晶文投手擁する東海大を3-2、決勝で明治大と東北福祉など全4試合すべて完封して勝ち上がってきた河原隆一投手擁する関東学院大を3-1で下し初の大学日本一となる。翌1994年（平成6年）、4年中川を主戦に3年川越英隆（通算3勝2敗）、倉野信次（通算17勝7敗）・澤﨑俊和（通算18勝9敗）両2年生らの投手陣を擁し秋季リーグ戦で優勝。続く第25回明治神宮野球大会準決勝で大阪学院大を4-3で破り、決勝で4年稲葉篤紀がいる法政大と東海大を破り勝ち上がってきた新興東亜大に3-4で敗れ準優勝。翌1995年（平成7年）、それぞれ春秋最優秀投手の倉野・澤﨑両3年生投手を軸に秋季リーグ戦で優勝。続く第26回明治神宮野球大会準決勝で近畿大を7-0で破り、決勝で2年川上憲伸投手擁する明治大に4-×5で敗れ準優勝。翌1996年（平成8年）、主将井口資仁、同年春の最優秀投手の澤﨑・倉野両投手、清水将海捕手、四十万善之ら4年生の投打、3年高須洋介らを擁し春季リーグ戦で優勝。続く第45回全日本大学野球選手権大会では準決勝で東北福祉を3-0、決勝で3年前田浩継投手擁する九州共立大を井口の本塁打攻勢から9-4で下し2度目の大学日本一と、全日本アマチュア野球王座決定戦を制してのアマチュア日本一となる。
1999年（平成11年）、2年生の小さな大投手石川雅規（通算23勝8敗）、3年亀谷洋平投手（通算19勝13敗）、主将四之宮洋介（のち青学コーチ）、渡辺剛史・諸麦健二・3年荒金久雄らPL出身者、2年志田宗大らの打撃陣を擁し、リーグ戦春秋連覇。続く第48回全日本大学野球選手権大会準決勝で九州東海大を7-1、決勝で藤井秀悟と3年生鎌田祐哉両投手擁する早稲田大を6-2で下し3度目の大学日本一を果たす。同年秋の第30回明治神宮野球大会準決勝で優勝した3年山村路直と1年新垣渚両投手擁する九州共立大に1-2で敗退。
2003年（平成15年）、亜大の木佐貫洋投手らが卒業した同年春は亜大に次ぐ2位。同年秋、山岸穣投手（通算32勝〈青学歴代1位〉21敗）と加藤領健捕手の3年生バッテリーや長打の4年金子洋平らの活躍によりリーグ戦で優勝。続く第34回明治神宮野球大会準決勝で神奈川大に1-4で敗退。翌2004年（平成16年）、山岸穣と加藤領健のバッテリー、中尾敏浩と山内徹也の同2004年春秋の首位打者ら4年生となった投打が活躍するも、春は日大・秋は中央が優勝し青学は5位・2位に留まった。翌2005年（平成17年）、高市俊投手（通算25勝9敗）、円谷英俊、大崎雄太朗、楠城祐介（1浪入学）、長打の横山史学ら3年生、2年小窪哲也ら投打の活躍により、リーグ戦春秋連覇（翌2006年春の優勝でリーグ戦3連覇）。続く第54回全日本大学野球選手権大会準決勝で八木智哉投手擁する創価大を9-2、決勝で3年大隣憲司投手擁する近畿大を2×-1（延長10回）で下し4度目の大学日本一を果たす。同年秋の第36回明治神宮野球大会初戦2回戦で愛知学院大に2-x3（延長10回）で敗退。翌2006年（平成18年）、4年生となったエース高市俊や3年小林賢司（通算14勝9敗）、井上雄介（通算8勝11敗）と久古健太郎の両2年生らの投手陣と4年田仲勝治のバッテリー、4年大崎や3年小窪らの打撃陣を擁して第55回全日本大学野球選手権大会準決勝で法政大を5-3で破り勝ち上がってきた創価大を前年同様9-2で下したものの、決勝で大阪体育大に6-7で敗れ準優勝。
しかしこれ以降、同大学選手権への決勝戦進出どころか、東都大学リーグ優勝からも遠のいていった。全日本大学野球選手権大会に滅法強く通算27勝1敗（1敗は上記の大体大戦）という驚異的な勝率で、2024年大学選手権終了時点まで優勝6回という実績を残している。一方で、明治神宮野球大会では2023年時点まで優勝経験を持たない。
2009年（平成21年）秋、入替戦で国士大に敗れて1984年春以来25年ぶりに2部に降格するも、翌2010年（平成22年）春、2部MVP及び最優秀投手の2年福島由登投手（08夏の甲子園優勝投手）の活躍により4年南昌輝投手らの立正大を下し1季で1部に返り咲いた。2014年（平成26年）秋、2年岡野祐一郎と4年加藤匠馬のバッテリー、3年吉田正尚らを擁するも入替戦で1年高橋礼投手らの専修大に敗れ再度降格。河原井監督が退任し善波厚司（1990年卒）が新監督となるも、これ以降1部に復帰できないまま2017年（平成29年）には河原井が監督に復帰し、続いて2019年（令和元年）には安藤寧則（2000年卒）が新監督となり、同期四之宮洋介もコーチに就任。
2020年（令和2年）秋、2部リーグ戦で優勝しコロナ禍により入替戦が実施されず、2014年秋以来となる1部に自動昇格した。
2023年（令和5年）春季リーグ戦で常廣羽也斗・下村海翔・松井大輔ら4年生投手陣を軸に春季MVPの3年西川史礁ら打撃陣の活躍で2006年春以来17年ぶりに優勝。続く第72回全日本大学野球選手権大会準決勝で富士大を5-2、決勝で明治大を4-0で下し、2005年以来18年ぶり5度目の制覇を果たした。8月、プロ・アマ交流戦（鎌ケ谷スタジアム）で日ハム2軍と対戦し、日ハム金村尚真・安西叶翔両投手からそれぞれ副将中野波来・2年初谷健心が本塁打を放つものの2-3xで惜敗。同年秋季リーグ戦も連覇。続く第54回明治神宮野球大会準決勝で富士大を4-3で下したものの、決勝で慶応大に0-2で惜敗した。
2024年（令和6年）春季リーグ戦の中央大との優勝をかけた3回戦で主将佐々木泰の3ランで逆転勝利しリーグ戦3連覇を達成。続く第73回全日本大学野球選手権大会で福井工大と中京大を下して進出した準決勝の天理大戦は、初回の佐々木泰の3ラン含め10-2（8回コールド）で大勝し、決勝で早稲田大を2-1で下し、大学選手権2連覇を遂げた。同年秋季リーグ戦も中央に連勝し追いすがる国学院を突き放し4連覇を達成。続く第55回明治神宮野球大会準決勝の天理大戦は延長戦にもつれ込み10回タイブレークの末に3年初谷のサヨナラタイムリーで5×-4で勝利。決勝の創価大戦は初回の3年中田達也の満塁ホームランで4点先制し序盤から試合を優位に進めて7-3で勝利し神宮大会初優勝。優勝と同時にグランドスラム（大学四冠）を達成した。
なお、この選手権連覇は東京六大学の明大（第3・4回、第29・30回）、立大（第6・7回）、法大（第33・34回）、関西学生リーグの近大（第37・38回、第46・47回）、東都勢の東洋大（第59・60回）に次ぐ6校目（第72・73回）となる。さらに大学四冠は1972年の関西大、1989年・1997年の近大、2002年の亜大、2008年の東洋大に次ぐ5校目である。
2025年（令和7年）春季リーグ戦で5連覇を果たすものの、続く第74回全日本大学野球選手権大会の準決勝で4年生エース中西聖輝らが打ち込まれ、優勝した東北福祉大に5-8で敗れ大会初の3連覇とはならなかった。

## 本拠地
神奈川県相模原市中央区淵野辺5-10-1（相模原キャンパス内、合宿所も併置）
相模原キャンパス設立以前は、横浜市港北区綱島にグラウンドと合宿所を設置していた。

## 記録
※ 2025年春季リーグ戦終了現在
- 東都大学野球1部リーグ戦 優勝18回
- 全日本大学野球選手権大会 出場8回、優勝6回 準優勝1回
- 明治神宮野球大会・大学の部 出場8回、優勝1回、準優勝3回
- 全日本アマチュア野球王座決定戦 出場2回、優勝1回（1996年）

## 主な出身者
※Category:青山学院大学硬式野球部の選手を参照。

### 選手
- 大田垣耕造 - 投手、シドニーオリンピック野球日本代表監督
- 河原井正雄 - 内野手、元同大学監督
- 坂巻明 - 投手 / 中退
- 福田五志 - 内野手 / 中退、元ソフトボール女子日本代表監督
- 藤倉一雅（現：藤倉多祐） - 内野手、元白鷗大学監督
- 吉田幸夫 - 投手
- 高田博久 - 投手
- 小林徹 - 投手、習志野高監督
- 小川博 - 投手
- 斎藤学 - 投手
- 南渕時高 - 内野手
- 内山正博 - 投手
- 吉田直喜 - 投手
- 松山秀明 - 内野手
- 藤井進 - 野手、宇部商時代の1985年第67回夏の甲子園で1大会最多の14打点。決勝で上記松山秀明やKKコンビのPL学園に敗退 / 宇部商出身
- 奈良原浩 - 内野手
- 松井稔也 - 外野手、1988年春・1990年秋東都首位打者、元松下電器野球部コーチ / 滝川二高出身
- 岩崎充宏 - 投手、元新日鉄名古屋野球部コーチ。PL時代の1987年に史上4校目の春夏甲子園連覇の一翼 / PL学園高出身
- 伊藤敬司 - 捕手、JR東海野球部在籍中に夭折。同上時の一翼 / PL学園高出身
- 桑田泉 - 外野手、卒業後はゴルファーに転向。桑田真澄の実弟 / PL学園高出身
- 木村龍治 - 投手
- 小久保裕紀 - 内野手
- 髙山健一 - 内野手
- 清原幸治 - 内野手、元松下電器野球部コーチ。青学の大学選手権初優勝時に貢献。清原和博の実弟 / PL学園高出身
- 中川隆治 - 投手
- 城石憲之 - 内野手 / 中退
- 川越英隆 - 投手
- 坪井智哉 - 外野手
- 井口資仁 - 内野手
- 倉野信次 - 投手
- 澤﨑俊和 - 投手
- 清水将海 - 捕手
- 高須洋介 - 内野手
- 前里史朗 - 捕手、千葉ロッテマリーンズスタッフ
- 中野真博 - 投手、元東芝野球部コーチ。高校野球甲子園大会の完全試合達成者2人のうちの1人（もう1人は松本稔）/ 金沢高出身
- 安藤寧則 - 捕手、元青山学院高等部監督、同大学監督
- 荒金久雄 - 外野手
- 石川雅規 - 投手
- 志田宗大 - 外野手
- 金子洋平 - 外野手
- 山岸穣 - 投手
- 加藤領健 - 捕手
- 中尾敏浩 - 外野手
- 高市俊 - 投手
- 楠城祐介 - 外野手
- 大崎雄太朗 - 外野手
- 横川史学 - 外野手
- 円谷英俊 - 内野手
- 小林賢司 - 投手
- 小窪哲也 - 内野手
- 高島毅 - 内野手
- 井上雄介 - 投手
- 久古健太郎 - 投手
- 山室公志郎 - 投手
- 小池翔大 - 捕手
- 冨田康祐 - 投手
- 下水流昂 - 外野手
- 杉本裕太郎 - 外野手
- 東條大樹 - 投手、JR東日本を経て2015年ロッテドラフト4位指名
- 渡邉雄大 - 投手、新潟アルビレックスBCを経て2017年ソフトバンク育成ドラフト6位指名
- 加藤匠馬 - 捕手、2014年中日ドラフト5位指名
- 吉田正尚 - 外野手、2015年オリックスドラフト1位指名
- 岡野祐一郎 - 投手、東芝を経て2019年中日ドラフト3位指名
- 泉口友汰 - 内野手、NTT西日本を経て2023年巨人ドラフト4位指名
- 下村海翔 - 投手、2023年阪神ドラフト1位指名
- 常廣羽也斗 - 投手、2023年広島ドラフト1位指名
- 中島大輔 - 外野手、2023年楽天ドラフト6位指名
- 鈴木駿輔 - 投手、中退
- 西川史礁 - 外野手、2024年ロッテドラフト1位指名
- 佐々木泰 - 内野手、2024年広島ドラフト1位指名
- 山中稜真 - 捕手、三菱重工Eastを経て2024年オリックスドラフト4位指名

### マネージャー
- 三田友梨佳（元フジテレビアナウンサー）